# 동명초등학교 (대전)
동명초등학교는 대한민국 대전광역시 동구 추동에 있는 공립 초등학교이다.

## 학교 연혁
- 1918년 4월 1일 동명사립학교 개교
- 1923년 3월 1일 동명공립보통학교 개편 인가(동면 신하리 485)
- 1938년 4월 1일 동명공립심상소학교 개칭[1]
- 1941년 4월 1일 동명공립국민학교 개칭[2]
- 1948년 3월 1일 내탑국민학교 분리
- 1949년 3월 1일 효평국민학교 분리
- 1953년 3월 1일 세천국민학교 분리
- 1980년 5월 28일 현 위치로 이전(동구 추동 327)
- 1985년 9월 1일 병설유치원 개원(1학급)
- 1989년 1월 1일 대전시로 편입
- 1989년 3월 1일 효평분교장 편입
- 1996년 3월 1일 동명초등학교로 개칭[3]
- 1997년 2월 28일 효평분교장 본교 통합
- 2021년 1월 14일 제98회 졸업식(총 5,470명)
- 2021년 3월 1일 초등 7학급 편성(특수 1), 병설유치원 1학급 편성
- 2022년 1월 13일 제99회 졸업식(총5,475명)
- 2022년 3월 1일 초등 7학급 편성(특수 1), 병설유치원 1학급 편성

## 학교 상징
- 교화 - 개나리 : 희망과 깊은 정을 상징하며 맑고 화기가 감도는 아늑한 빛깔은 바로 우리 동명인의 순수한 마음과도 같고, 때 묻지 않은 청순함을 상징함
- 교목 - 느티나무 : 지역간의 화합과 민족의 통일, 무궁한 번영과 발전, 강한 의지와 강직함을 상징하며 동명인의 정신을 상징함

## 참고 자료
- 동명초등학교 - 한국교육학술정보원 학교알리미